# Thomas Hill Green

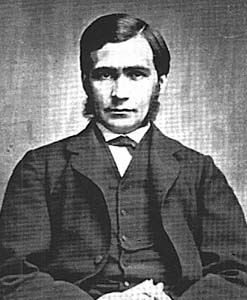
Thomas Hill Green

Thomas Hill Green (* 7. April 1836 in Birkin; † 15. März 1882) war ein englischer Philosoph und sozialliberaler Politiker. Der Hegelianer war ein führender Vertreter des britischen Idealismus.

## Schüler
Green gilt als Begründer des britischen Idealismus. Er wirkte von 1855 bis 1882 am Balliol College in Oxford, zunächst als Student, dann als Tutor.
Bernard Bosanquet, Richard Lewis Nettleship, William Wallace, Andrew Cecil Bradley und Arnold Toynbee waren seine Schüler am Balliol College. Wahrscheinlich hörte auch Francis Herbert Bradley, der am University College in Oxford studierte, bei Green.

## Veröffentlichungen (Auswahl)
- Lectures on the principles of political obligation and other writings. Edited by Paul Harris and John Morrow. Cambridge University Press, Cambridge 1986, ISBN 0-521-26035-3.
- Works. Drei Bände. Ed. by R. L. Nettleship. AMS Press. New York 1973.

## Belege
1. ↑  W. J. Mander: British Idealism. A History. New York: Oxford University Press 2011, 7